# ريتشارد بارتلوت

ريتشارد بارتلوت (بالإنجليزية: Richard Bartlot، وتُكتب أيضًا بارتلت Bartlet وبارثلت Barthlet) ـ (1471 ـ 1557) هو طبيب إنجليزي. كان أول زميل لكلية الأطباء الملكية عند إنشائها سنة 1518، ورأس الكلية ثلاث مرات (1527 ـ 1528، و1531، و1548). كان من كبار مُلّاك الأراضي، ووهب كلية أول سولز بجامعة أكسفورد (حيث تخرّج) ضيعته في إدجوير.